# 根岸流 (書風)
根岸流（ねぎしりゅう）は、相撲字と呼ばれる江戸文字の一種で、江戸の相撲会所（現在の相撲協会）にあっては番付版元であった三河屋根岸治右衛門兼吉（みかわや ねぎしじえもん けんきち）が創始したと伝えられる書風。

## 解説
古来は江戸時代の公用書体「御家流」が使われていたが、明治になって根岸流が使われるようになった。
根岸流は、筆太に書かれる勘亭流（芝居文字）や橘流（寄席文字）と共通しているが、隙間が少なく直線的なのが特徴である。現在ではあまり見られないが、木偏の漢字をバランスを取る意味で木かんむり（例：「松」→「枩」）で表すのも特徴といえる。また力文字（ちからもじ）とも呼ばれ、力士が互いに力を出し合う様を表しているといわれている。創始者である三河屋根岸治右衛門の姓を冠して、この書体は一般に根岸流と呼ばれ、明治中期の書き手である根岸治右衛門兼吉が現在の書体を確立したとされている。
根岸家は、年寄として相撲会所の運営にも関与したが、1952年に10代目根岸治右衛門が年寄名跡・根岸を返上するとともに、大相撲番付も日本相撲協会の発刊となった。根岸流は、現在でも行司にその書体が伝えられており、番付をはじめ相撲場や巡業地の告知などに、その書体を見ることができる。行司の修行では、この相撲字の習得は土俵上での捌きとともに、必須とされている。
戦後では、日本相撲協会の番付書きを担当した5代式守勘太夫（6代鏡山、読売新聞東京本社が発行していた雑誌『大相撲』の表紙題字を担当）や、24代木村庄之助、10代式守与太夫、30代木村庄之助などが根岸流の能筆として知られている。番付は書かなかったが、32代木村庄之助はかなりの能筆だったといわれている。2023年3月場所より担当する現任の大相撲番付の筆者は、戦後8人目となる幕内格行司2代木村要之助。